# Helicoblepharum venustum
Helicoblepharum venustum är en bladmossart som beskrevs av Brotherus 1907. Helicoblepharum venustum ingår i släktet Helicoblepharum och familjen Daltoniaceae. Inga underarter finns listade i Catalogue of Life.